# او و من
«او و من» (به انگلیسی: Him & I) آهنگی است که توسط خواننده رپ آمریکایی جی-ایزی و خواننده هالزی ضبط شده است. این آهنگ توسط جی-ایزی، هالزی، ادگار ماچوکا، جیم لوین، داکاری گویتیرا، مدیسون لاو و د فیوچرستیکز نوشته شده است، و بعداً تهیه شده است. این آهنگ از طریق آرسی‌ای رکوردز در تاریخ ۳۰ نوامبر ۲۰۱۷ به عنوان دومین تک آهنگ از چهارمین آلبوم استودیویی جی-ایزی، زیبا و لعنتی منتشر شد. این تک آهنگ در چارت ۲۰ جدول برتر ایالات متحده، استرالیا، کانادا و همچنین چندین کشور دیگر رسید.